# Nova Siri
Nova Siri este o comună din provincia Matera, regiunea Basilicata, Italia, cu o populație de 6.784 locuitori (1 ianuarie 2023) și o suprafață de 52,75 km².

## Demografie
Nova Siri - evoluția demografică

|  | Graficele sunt indisponibile din cauza unor probleme tehnice. Mai multe informații se găsesc la Phabricator și la wiki-ul MediaWiki. |

Date: Recensăminte sau birourile de statistică - grafică realizată de Wikipedia